# Liste der Rechtsnormen der Bundesrepublik Deutschland/Anordnungen
| A              | |
| A/KAE          | Ausführungsanordnung zur Konzessionsabgabenanordnung |
| AARKZustAnO    | Anordnung zur Übertragung von Zuständigkeiten für den Erlass von Widerspruchsbescheiden und für die Vertretung des Dienstherrn bei Klagen von Beschäftigten des Auswärtigen Amts in Reisekostenangelegenheiten                                                                                            |
| AltGZustAnO    | Anordnung zur Übertragung von Zuständigkeiten auf den Gebieten des Altersgeldes für freiwillig aus dem Bundesdienst ausscheidende Beamte, Richter und Berufssoldaten sowie des Versorgungsausgleichs der mit Altersgeldanspruch aus dem Bundesdienst ausgeschiedenen Beamten, Richtern und Berufssoldaten |
| AmtsbezSaarAnO | Anordnung über die Festsetzung von Amtsbezeichnungen für die Beamten des Bundes im Saarland |

| B                            | |
| BAFzAZustAnO                 | Anordnung zur Übertragung beamten- und haushaltsrechtlicher Zuständigkeiten des Bundesministeriums für Familie, Senioren, Frauen und Jugend auf das Bundesamt für Familie und zivilgesellschaftliche Aufgaben |
| BAGBeihZustAnO               | Anordnung zur Übertragung von Zuständigkeiten für den Erlass von Widerspruchsbescheiden und die Vertretung des Dienstherrn bei Klagen von Beschäftigten des Bundesarbeitsgerichts in Angelegenheiten nach der Bundesbeihilfeverordnung |
| BAuAZustAnO                  | Anordnung zur Übertragung von Zuständigkeiten für den Erlass von Widerspruchsbescheiden und die Vertretung des Dienstherrn bei Klagen von Beschäftigten der Bundesanstalt für Arbeitsschutz und Arbeitsmedizin in Reisekosten-, Umzugskosten- und Trennungsgeldangelegenheiten sowie in Angelegenheiten nach der Bundesbeihilfeverordnung |
| BauVorl-/BauPrüf-/ÜbAO       | Anordnung über Bauvorlagen, bautechnische Prüfungen und Überwachung |
| BAZustAnO                    | Anordnung des Vorstands der Bundesagentur für Arbeit über die Übertragung von Befugnissen auf dem Gebiet des Beamten-, Versorgungs- und Disziplinarrechts |
| BBahnErnAnO 1975             | Anordnung über die Ernennung und Entlassung der Beamten der Deutschen Bundesbahn |
| BBiG2005§73AnO               | Anordnung über die Bestimmung der zuständigen Stelle nach § 73 des Berufsbildungsgesetzes |
| BBiG2005§73AnO 2014          | Anordnung über die Bestimmung der zuständigen Stelle nach § 73 des Berufsbildungsgesetzes |
| BBiG2005§73AnO 2015          | Anordnung über die Bestimmung der zuständigen Stelle nach § 73 des Berufsbildungsgesetzes |
| BBiG2005§73AnO 2015-06       | Anordnung über die Bestimmung der zuständigen Stelle nach § 73 des Berufsbildungsgesetzes |
| BBiG§84AnO 1                 | Anordnung über die Bestimmung der zuständigen Stelle nach § 84 des Berufsbildungsgesetzes |
| BBiG§84AnO 10                | Anordnung über die Bestimmung der zuständigen Stelle nach § 84 des Berufsbildungsgesetzes |
| BBiG§84AnO 12                | Anordnung über die Bestimmung der zuständigen Stelle nach § 84 des Berufsbildungsgesetzes |
| BBiG§84AnO 13                | Anordnung über die Bestimmung der zuständigen Stelle nach § 84 des Berufsbildungsgesetzes |
| BBiG§84AnO 14                | Anordnung über die Bestimmung der zuständigen Stelle nach § 84 des Berufsbildungsgesetzes |
| BBiG§84AnO 15                | Anordnung über die Bestimmung der zuständigen Stelle nach § 84 des Berufsbildungsgesetzes |
| BBiG§84AnO 16                | Anordnung über die Bestimmung der zuständigen Stelle nach § 84 des Berufsbildungsgesetzes |
| BBiG§84AnO 17                | Anordnung über die Bestimmung der zuständigen Stelle nach § 84 des Berufsbildungsgesetzes |
| BBiG§84AnO 18                | Anordnung über die Bestimmung der zuständigen Stelle nach § 84 des Berufsbildungsgesetzes |
| BBiG§84AnO 19                | Anordnung über die Bestimmung der zuständigen Stelle nach § 84 des Berufsbildungsgesetzes |
| BBiG§84AnO 1979              | Anordnung über die Bestimmung der zuständigen Stelle nach § 84 des Berufsbildungsgesetzes |
| BBiG§84AnO 2                 | Anordnung über die Bestimmung der zuständigen Stelle nach § 84 des Berufsbildungsgesetzes |
| BBiG§84AnO 3                 | Anordnung über die Bestimmung der zuständigen Stelle nach § 84 des Berufsbildungsgesetzes |
| BBiG§84AnO 7                 | Anordnung über die Bestimmung der zuständigen Stelle nach § 84 des Berufsbildungsgesetzes |
| BBiG§84AnO 8                 | Anordnung über die Bestimmung der zuständigen Stelle nach § 84 des Berufsbildungsgesetzes |
| BBiG§84AnO 9                 | Anordnung über die Bestimmung der zuständigen Stelle nach § 84 des Berufsbildungsgesetzes |
| BDGBIBBBMinBFAnO             | Anordnung zur Durchführung des Bundesdisziplinargesetzes bei dem bundesunmittelbaren Bundesinstitut für Berufsbildung im Geschäftsbereich des Bundesministeriums für Bildung und Forschung |
| BDGBMinGAnO                  | Anordnung zur Durchführung des Bundesdisziplinargesetzes für den Geschäftsbereich des Bundesministeriums für Gesundheit und Soziale Sicherung |
| BDGMinIAnO                   | Anordnung zur Durchführung des Bundesdisziplinargesetzes für den Geschäftsbereich des Bundesministeriums des Innern |
| BDiGZustDBAnO                | Anordnung über die Zuständigkeit der Bundesdisziplinarkammern für Beamte der Deutschen Bundesbahn im Grenzdienst |
| BDOBuKBMinAAnO               | Anordnung zur Durchführung der Bundesdisziplinarordnung bei den bundesunmittelbaren Körperschaften mit Dienstherrnfähigkeit im Geschäftsbereich des Bundesministeriums für Arbeit und Sozialordnung |
| BDO§35DeutschePostAGAnO 1999 | Anordnung zur Übertragung der Befugnisse der Einleitungsbehörde im Sinne des § 35 der Bundesdisziplinarordnung im Bereich der Deutschen Post AG |
| BeamtVZustAnO                | Anordnung zur Übertragung von Zuständigkeiten auf den Gebieten der Versorgung der Beamtinnen und Beamten und der Richterinnen und Richter des Bundes sowie des Versorgungsausgleichs |
| BeamtZustÜAnO                | Anordnung über die Übertragung von Zuständigkeiten auf dem Gebiet des Beamtenrechts auf den Generaldirektor der Deutschen Bibliothek |
| BEBeamtAnO                   | Allgemeine Anordnung über die Vertretung bei Klagen aus dem Beamtenverhältnis im Bereich des Bundeseisenbahnvermögens |
| BEBeamtAnO 1996              | Allgemeine Anordnung über die Vertretung bei Klagen aus dem Beamtenverhältnis im Bereich des Bundeseisenbahnvermögens |
| BEBeamtAnO 1999              | Allgemeine Anordnung über die Vertretung bei Klagen aus dem Beamtenverhältnis im Bereich des Bundeseisenbahnvermögens |
| BfArMWidVertrAnO             | Anordnung zur Übertragung der Zuständigkeit für den Erlass von Widerspruchsbescheiden und der Vertretung bei Klagen von Beamten des Bundesinstituts für Arzneimittel und Medizinprodukte in Angelegenheiten des Reisekosten-, Umzugskosten- und Trennungsgeldrechts |
| BfArMZustAnO                 | Anordnung zur Übertragung von Zuständigkeiten für den Erlass von Widerspruchsbescheiden und die Vertretung des Dienstherrn bei Klagen von Beschäftigten des Bundesinstituts für Arzneimittel und Medizinprodukte in Angelegenheiten nach dem Bundesumzugskostengesetz einschließlich der hierzu ergangenen Trennungsgeldverordnung in Verbindung mit dem Dienstrechtlichen Begleitgesetz sowie in Beihilfeangelegenheiten                                                                                     |
| BfEZustAnO                   | Anordnung zur Übertragung von Zuständigkeiten in Besoldungs-, Beihilfe- und Unfallfürsorgeangelegenheiten der Beamtinnen und Beamten des Bundesamts für kerntechnische Entsorgung |
| BFinVwErnAnO 2015            | Anordnung über die Ernennung und Entlassung der Beamtinnen und Beamten der Bundesfinanzverwaltung |
| BfJWidVertrAnO               | Anordnung zur Übertragung von Zuständigkeiten für den Erlass von Widerspruchsbescheiden und die Vertretung des Dienstherrn bei Klagen von Beamtinnen und Beamten des Bundesamts für Justiz in Angelegenheiten der Besoldung, des Dienstunfall-, Reisekosten-, Umzugskosten- und Trennungsgeldrechts |
| BGRWidAnO 2011               | Anordnung zur Übertragung von Zuständigkeiten für den Erlass von Widerspruchsbescheiden und die Vertretung des Bundes bei Klagen von Beschäftigten der Bundesanstalt für Geowissenschaften und Rohstoffe in Angelegenheiten nach den besoldungsrechtlichen Bestimmungen des Bundes sowie des Kindergeldes |
| BGSBDODAnO 1999              | Anordnung zur Durchführung der Bundesdisziplinarordnung für den Bundesgrenzschutz |
| BGSResErnAnO                 | Anordnung über die Ernennung und Entlassung der Angehörigen der Grenzschutzreserve |
| BGSResOffBPräsErnAnO         | Anordnung des Bundespräsidenten über die Ernennung und Entlassung der Grenzschutzoffiziere der Reserve |
| BKatV                        | Verordnung über die Erteilung einer Verwarnung, Regelsätze für Geldbußen und die Anordnung eines Fahrverbotes wegen Ordnungswidrigkeiten im Straßenverkehr |
| BKMBDGAnO 2005               | Allgemeine Anordnung zur Durchführung des Bundesdisziplinargesetzes im Geschäftsbereich der Beauftragten der Bundesregierung für Kultur und Medien |
| BKMErnAnO                    | Anordnung über die Ernennung und Entlassung der Bundesbeamtinnen und Bundesbeamten im Geschäftsbereich der Beauftragten der Bundesregierung für Kultur und Medien |
| BKMWidAnO 2009               | Allgemeine Anordnung zur Übertragung von Zuständigkeiten für den Erlass von Widerspruchsbescheiden und die Vertretung des Dienstherrn bei Klagen aus dem Beamtenverhältnis im Geschäftsbereich der oder des Beauftragten der Bundesregierung für Kultur und Medien |
| BKWid/BVtrAnO                | Anordnung zur Übertragung von Zuständigkeiten für den Erlass von Widerspruchsbescheiden und die Vertretung des Dienstherrn bei Klagen in Angelegenheiten nach dem Bundesumzugskostengesetz von Beschäftigten des Bundeskanzleramtes |
| BKWid/VtrAnO                 | Allgemeine Anordnung zur Übertragung von Zuständigkeiten für den Erlass von Widerspruchsbescheiden und die Vertretung des Dienstherrn bei Klagen aus dem Beamtenverhältnis sowie über die Vertretung in bürgerlichen oder sonstigen rechtlichen Angelegenheiten im Geschäftsbereich des Bundeskanzleramtes |
| BKWid/VtrBRKGuaAnO           | Anordnung zur Übertragung von Zuständigkeiten für den Erlass von Widerspruchsbescheiden und die Vertretung des Bundes bei Klagen von Beschäftigten des Bundeskanzleramtes in Angelegenheiten nach dem Bundesreisekostengesetz und der Auslandsreisekostenverordnung einschließlich der hierzu ergangenen Verwaltungsvorschriften |
| BMASErnAnO                   | Anordnung über die Befugnisse zur Ernennung und Entlassung der Beamtinnen und Beamten im Geschäftsbereich des Bundesministeriums für Arbeit und Soziales |
| BMASZustAnO                  | Anordnung zur Übertragung von Zuständigkeiten für den Erlass von Widerspruchsbescheiden und die Vertretung des Bundes bei Klagen von Beschäftigten des Bundesministeriums für Arbeit und Soziales in Angelegenheiten von Besoldung, von Amtsbezügen und nach dem Bundesreisekostengesetz, dem Bundesumzugskostengesetz einschließlich der hierzu ergangenen Verordnungen und nach den Beihilfevorschriften des Bundes                                                                                         |
| BMELWidVertrAnO              | Anordnung zur Übertragung von Zuständigkeiten für den Erlass von Widerspruchsbescheiden und die Vertretung bei Klagen aus dem Beamtenverhältnis im Geschäftsbereich des Bundesministeriums für Ernährung und Landwirtschaft |
| BMFBDGAnO                    | Anordnung zur Durchführung des Bundesdisziplinargesetzes im nachgeordneten Geschäftsbereich des Bundesministeriums der Finanzen |
| BMFJubAnO                    | Anordnung über die Übertragung der Befugnis zu Entscheidungen über Jubiläumszuwendungen an Beamte im Geschäftsbereich des Bundesministers der Finanzen |
| BMFlüJubAnO                  | Anordnung über die Übertragung der Befugnis zu Entscheidungen über Jubiläumszuwendungen an Beamte im Geschäftsbereich des Bundesministeriums für Vertriebene, Flüchtlinge und Kriegsgeschädigte |
| BMFNVAnO                     | Anordnung über die Übertragung der Befugnis zur Genehmigung von Nebentätigkeiten im Geschäftsbereich des Bundesministers der Finanzen |
| BMFSVZustAnO                 | Anordnung zur Übertragung der örtlichen Zuständigkeit auf dem Gebiet der Soldatenversorgung im Geschäftsbereich des Bundesministeriums der Finanzen |
| BMFWidVertrAnO               | Anordnung über die Übertragung von Zuständigkeiten im Widerspruchsverfahren und die Vertretung der Bundesrepublik Deutschland bei Klagen aus dem Beamtenverhältnis von Beamten im Geschäftsbereich des Bundesministeriums der Finanzen |
| BMFZVersAnO                  | Anordnung über die Übertragung von Zuständigkeiten auf dem Gebiet der beamtenrechtlichen Versorgung im Dienstbereich des Bundesministers der Finanzen |
| BMGSErnAnO 2003              | Anordnung über die Ernennung und Entlassung der Bundesbeamtinnen und Bundesbeamten im Geschäftsbereich des Bundesministeriums für Gesundheit und Soziale Sicherung |
| BMIErnAnO 2005               | Anordnung über die Ernennung und Entlassung von Beamtinnen und Beamten im Geschäftsbereich des Bundesministeriums des Innern |
| BMinASBDGAnO                 | Anordnung zur Durchführung des Bundesdisziplinargesetzes für den Geschäftsbereich des Bundesministeriums für Arbeit und Soziales |
| BMinASZustAnO                | Anordnung zur Übertragung von Zuständigkeiten für den Erlass von Widerspruchsbescheiden und die Vertretung des Dienstherrn bei Klagen aus dem Beamtenverhältnis auf die Einrichtungen im Geschäftsbereich des Bundesministeriums für Arbeit und Soziales |
| BMinBF/BIBBWidAnO            | Anordnung zur Übertragung von Zuständigkeiten für den Erlass von Widerspruchsbescheiden und die Vertretung des Dienstherrn bei Klagen von Beschäftigten des Bundesministeriums für Bildung und Forschung und des Bundesinstituts für Berufsbildung in Angelegenheiten nach dem Bundesumzugskostengesetz einschließlich der hierzu ergangenen Trennungsgeldverordnung in Verbindung mit dem Dienstrechtlichen Begleitgesetz                                                                                    |
| BMinBFBeihZustAnO 2010       | Anordnung zur Übertragung von Zuständigkeiten für den Erlass von Widerspruchsbescheiden und die Vertretung des Dienstherrn bei Klagen von Beschäftigten des Bundesministeriums für Bildung und Forschung in Angelegenheiten nach den Beihilfevorschriften des Bundes |
| BMinBFZustAnO                | Anordnung zur Übertragung der Zuständigkeit für die Vertretung des Dienstherrn bei Klagen von Beschäftigten des Bundesinstituts für Berufsbildung im Geschäftsbereich des Bundesministeriums für Bildung und Forschung in Angelegenheiten nach den Beihilfevorschriften des Bundes |
| BMinFSFJWid/BVtrAnO          | Anordnung zur Übertragung von Zuständigkeiten für den Erlass von Widerspruchsbescheiden und die Vertretung des Dienstherrn bei Klagen aus dem Beamtenverhältnis im Geschäftsbereich des Bundesministeriums für Familie, Senioren, Frauen und Jugend |
| BMinFSFJWid/BVtrAnO 2001     | Allgemeine Anordnung zur Übertragung von Zuständigkeiten für den Erlass von Widerspruchsbescheiden und die Vertretung des Dienstherrn bei Klagen aus dem Beamtenverhältnis im Geschäftsbereich des Bundesministeriums für Familie, Senioren, Frauen und Jugend |
| BMinFSFJWid/BVtrAnO 2003     | Allgemeine Anordnung zur Übertragung von Zuständigkeiten für den Erlass von Widerspruchsbescheiden und die Vertretung des Dienstherrn bei Klagen aus dem Beamtenverhältnis im Geschäftsbereich des Bundesministeriums für Familie, Senioren, Frauen und Jugend |
| BMinGErnAnO                  | Anordnung über die Ernennung und Entlassung der Bundesbeamtinnen und Bundesbeamten im Geschäftsbereich des Bundesministeriums für Gesundheit |
| BMinGSBRAnO                  | Anordnung zur Übertragung beamtenrechtlicher Befugnisse auf die Einrichtungen im Geschäftsbereich des Bundesministeriums für Gesundheit und Soziale Sicherung |
| BMinGSZustAnO                | Anordnung zur Übertragung von Zuständigkeiten für den Erlass von Widerspruchsbescheiden und die Vertretung des Dienstherrn bei Klagen von Beschäftigten des Bundesministeriums für Gesundheit und Soziale Sicherung in Angelegenheiten nach dem Bundesreisekostengesetz, dem Bundesumzugskostengesetz einschließlich der hierzu ergangenen Trennungsgeldverordnung und nach den Beihilfevorschriften des Bundes                                                                                               |
| BMinGWidAnO                  | Anordnung zur Übertragung von Zuständigkeiten für den Erlass von Widerspruchsbescheiden und die Vertretung des Dienstherrn bei Klagen aus dem Beamtenverhältnis auf die Einrichtungen im Geschäftsbereich des Bundesministeriums für Gesundheit |
| BMinGZustAnO                 | Anordnung zur Übertragung von Zuständigkeiten für den Erlass von Widerspruchs- und Einspruchsbescheiden und die Vertretung des Dienstherrn bei Klagen von Beschäftigten des Bundesministeriums für Gesundheit in Angelegenheiten der Besoldung, des Tarifentgelts und des Kindergeldes |
| BMinJDiszAnO                 | Anordnung zur Übertragung disziplinarrechtlicher Befugnisse auf die Dienstvorgesetzten im Geschäftsbereich des Bundesministeriums der Justiz |
| BMinPTDiszAnO                | Anordnung zur Übertragung disziplinarrechtlicher Befugnisse im Geschäftsbereich des Bundesministeriums für Post und Telekommunikation |
| BMinUBhVZustAnO              | Anordnung zur Übertragung von Zuständigkeiten für die Bearbeitung, für den Erlass von Widerspruchsbescheiden und die Vertretung des Dienstherrn bei Klagen aus dem Beamtenverhältnis im Geschäftsbereich des Bundesministeriums für Umwelt, Naturschutz und Reaktorsicherheit in Angelegenheiten der Allgemeinen Verwaltungsvorschrift für Beihilfen in Krankheits-, Pflege-, Geburts- und Todesfällen (Beihilfevorschriften - BhV)                                                                           |
| BMinUWidAnO                  | Anordnung zur Übertragung von Zuständigkeiten für den Erlass von Widerspruchsbescheiden und die Vertretung des Dienstherrn bei Klagen von Beschäftigten des Bundesministeriums für Umwelt, Naturschutz und Reaktorsicherheit in Angelegenheiten nach dem Bundesumzugskostengesetz einschließlich der hierzu ergangenen Trennungsgeldverordnung in Verbindung mit dem Dienstrechtlichen Begleitgesetz |
| BMinUWidAnO 2002             | Anordnung zur Übertragung von Zuständigkeiten für die Bearbeitung, für den Erlass von Widerspruchsbescheiden und die Vertretung des Dienstherrn bei Klagen aus dem Beamtenverhältnis im Bundesministerium für Umwelt, Naturschutz und Reaktorsicherheit in Angelegenheiten nach dem Bundesumzugskostengesetz und den hierzu ergangenen Verordnungen |
| BMinUWidAnO 2004             | Anordnung zur Übertragung von Zuständigkeiten in Angelegenheiten der Unfallfürsorge nach dem Beamtenversorgungsgesetz einschließlich des Erlasses von Widerspruchsbescheiden und der Vertretung des Dienstherrn bei Klagen aus dem Beamtenverhältnis im Geschäftsbereich des Bundesministeriums für Umwelt, Naturschutz und Reaktorsicherheit |
| BMinUWidAnO 2005             | Anordnung zur Übertragung von Zuständigkeiten für die Bearbeitung, für den Erlass von Widerspruchsbescheiden und die Vertretung des Bundes bei Klagen im Bundesministerium für Umwelt, Naturschutz und Reaktorsicherheit in Angelegenheiten von Amtsbezügen und Besoldung |
| BMinUWidAnO 2007             | Anordnung zur Übertragung von Zuständigkeiten für den Erlass von Widerspruchsbescheiden und die Vertretung des Dienstherrn bei Klagen aus dem Beamtenverhältnis im Umweltbundesamt im Geschäftsbereich des Bundesministeriums für Umwelt, Naturschutz und Reaktorsicherheit in Angelegenheiten nach dem Bundesreisekostengesetz, der Trennungsgeldverordnung, dem Bundesumzugskostengesetz und den hierzu ergangenen Verordnungen                                                                             |
| BMinUZustAnO                 | Anordnung zur Übertragung disziplinarrechtlicher Zuständigkeiten und Befugnisse im Geschäftsbereich des Bundesministeriums für Umwelt, Naturschutz und Reaktorsicherheit |
| BMinWiTBDGAnO 2009           | Anordnung zur Durchführung des Bundesdisziplinargesetzes im Geschäftsbereich des Bundesministeriums für Wirtschaft und Technologie |
| BMinWiTBesZustAnO            | Anordnung zur Übertragung von Zuständigkeiten für den Erlass von Widerspruchsbescheiden und die Vertretung des Bundes bei Klagen von Beschäftigten des Bundesministeriums für Wirtschaft und Technologie in Angelegenheiten von Besoldung und Amtsbezügen |
| BMinWiTuaBeihZustAnO         | Anordnung zur Übertragung von Zuständigkeiten für den Erlass von Widerspruchsbescheiden und die Vertretung des Bundes bei Klagen von Beschäftigten des Bundesministeriums für Wirtschaft und Technologie, der Bundesanstalt für Materialforschung und -prüfung, der Physikalisch-Technischen Bundesanstalt, der Bundesanstalt für Geowissenschaften und Rohstoffe, des Bundeskartellamtes und des Bundesamtes für Wirtschaft und Ausfuhrkontrolle in Angelegenheiten nach den Beihilfevorschriften des Bundes |
| BMIWidVertrAnO               | Anordnung zur Übertragung von Zuständigkeiten für den Erlass von Widerspruchsbescheiden und für die Vertretung der Bundesrepublik Deutschland bei Klagen aus dem Beamtenverhältnis im Geschäftsbereich des Bundesministeriums des Innern |
| BMJErnAnO                    | Anordnung über die Ernennung und Entlassung von Beamten im Geschäftsbereich des Bundesministers der Justiz |
| BMJFGErnAnO 1976             | Anordnung über die Ernennung und Entlassung von Bundesbeamten im Geschäftsbereich des Bundesministers für Jugend, Familie und Gesundheit |
| BMJGerErnAnO                 | Anordnung über die Ernennung und Entlassung der Bundesbeamtinnen und Bundesbeamten bei den obersten Gerichten des Bundes im Geschäftsbereich des Bundesministeriums der Justiz |
| BMJGerWidAnO                 | Anordnung zur Übertragung der Zuständigkeit für den Erlass von Widerspruchsbescheiden in beamtenrechtlichen Angelegenheiten auf die obersten Gerichte des Bundes im Geschäftsbereich des Bundesministeriums der Justiz |
| BMJVBDGRuAnO                 | Anordnung über die Ausübung der Disziplinarbefugnisse bei Ruhestandsbeamtinnen und Ruhestandsbeamten im Geschäftsbereich des Bundesministeriums der Justiz und für Verbraucherschutz |
| BMJVBhWidVertrAnO            | Anordnung zur Übertragung von Zuständigkeiten für den Erlass von Widerspruchsbescheiden und die Vertretung bei Klagen in Beihilfeangelegenheiten im Geschäftsbereich des Bundesministeriums der Justiz und für Verbraucherschutz |
| BMJVertrAnO                  | Anordnung über die Vertretung der Bundesrepublik Deutschland im Geschäftsbereich des Bundesministeriums der Justiz |
| BMJVWidVertrAnO              | Anordnung zur Übertragung von Zuständigkeiten für den Erlass von Widerspruchsbescheiden und die Vertretung des Dienstherrn bei Klagen von Beamtinnen und Beamten des Bundesministeriums der Justiz und für Verbraucherschutz in Angelegenheiten der Besoldung, des Dienstunfall-, Reisekosten-, Umzugskosten- und Trennungsgeldrechts |
| BMLErnAnO 1975               | Anordnung über die Ernennung und Entlassung von Bundesbeamten im Geschäftsbereich des Bundesministers für Ernährung, Landwirtschaft und Forsten |
| BMLErnAnO 1990               | Anordnung über die Ernennung und Entlassung von Bundesbeamten im Geschäftsbereich des Bundesministers für Ernährung, Landwirtschaft und Forsten |
| BMLErnAnO 1991               | Anordnung über die Ernennung und Entlassung von Bundesbeamten im Geschäftsbereich des Bundesministers für Ernährung, Landwirtschaft und Forsten |
| BMPErnAnO 1982               | Anordnung über die Ernennung und Entlassung von Beamten im Geschäftsbereich des Bundesministers für das Post- und Fernmeldewesen |
| BMPTAmtsbezAnO               | Anordnung des Bundesministers für Post und Telekommunikation über die Festsetzung von Amtsbezeichnungen |
| BMPTAmtsbezAnO 1991          | Anordnung des Bundesministers für Post und Telekommunikation über die Festsetzung von Amtsbezeichnungen |
| BMPTBeamtRAnO                | Anordnung zur Übertragung von Befugnissen auf dem Gebiete des Beamtenrechts im Geschäftsbereich des Bundesministers für Post und Telekommunikation |
| BMPTWid/BVtrAnO              | Anordnung zur Übertragung von Zuständigkeiten für den Erlass von Widerspruchsbescheiden und die Vertretung des Dienstherrn bei Klagen aus dem Beamtenverhältnis im Geschäftsbereich des Bundesministers für Post und Telekommunikation |
| BMPWid/BVtrAnO 1979          | Anordnung zur Übertragung von Zuständigkeiten für den Erlass von Widerspruchsbescheiden und die Vertretung des Dienstherrn bei Klagen aus dem Beamtenverhältnis im Geschäftsbereich des Bundesministers für das Post- und Fernmeldewesen |
| BMPZVersAnO                  | Anordnung über die Übertragung von Zuständigkeiten auf dem Gebiet der beamtenrechtlichen Versorgung usw. im Dienstbereich des Bundesminister für das Post- und Fernmeldewesen - ZOVers - |
| BMPZVersAnO 6                | Sechste Anordnung über die Übertragung von Zuständigkeiten auf dem Gebiet der beamtenrechtlichen Versorgung usw. im Dienstbereich des Bundesministers für das Post- und Fernmeldewesen - 5. Ergänzung der ZOVers - |
| BMVBSDelegatAnO              | Anordnung über die Übertragung beamtenrechtlicher Zuständigkeiten im Geschäftsbereich des Bundesministeriums für Verkehr, Bau und Stadtentwicklung |
| BMVgBDGAnO                   | Anordnung zur Übertragung disziplinarrechtlicher Zuständigkeiten und Befugnisse im Geschäftsbereich des Bundesministeriums der Verteidigung |
| BMVgBDODAnO                  | Anordnung zur Durchführung der Bundesdisziplinarordnung für den Geschäftsbereich des Bundesministers der Verteidigung |
| BMVgBeamtVZustAnO            | Anordnung zur Übertragung von Zuständigkeiten auf dem Gebiet der Beamtenversorgung im Geschäftsbereich des Bundesministeriums der Verteidigung |
| BMVgWidKlaZustAnO            | Allgemeine Anordnung über die Übertragung von Zuständigkeiten im Widerspruchsverfahren und über die Vertretung bei Klagen aus dem Beamten- oder Wehrdienstverhältnis im Geschäftsbereich des Bundesministeriums der Verteidigung |
| BMVgWidVertrAnO              | Anordnung über die Übertragung von Zuständigkeiten im Widerspruchsverfahren und über die Vertretung der Bundesrepublik Deutschland bei Klagen in Angelegenheiten der Besoldung, der Versorgung, des Wehrsolds, der Beihilfe und der Unterhaltssicherung im Geschäftsbereich des Bundesministeriums der Verteidigung |
| BMVgZVersAnO                 | Anordnung über die Übertragung von Zuständigkeiten auf dem Gebiet der beamtenrechtlichen Versorgung im Dienstbereich des Bundesministers der Verteidigung |
| BMWiTErnAnO                  | Anordnung über die Ernennung und Entlassung der Beamtinnen und Beamten im Geschäftsbereich des Bundesministeriums für Wirtschaft und Technologie |
| BMWiTWidAnO 1999             | Anordnung zur Übertragung von Zuständigkeiten für den Erlass von Widerspruchsbescheiden und die Vertretung des Dienstherrn bei Klagen aus dem Beamtenverhältnis im Geschäftsbereich des Bundesministeriums für Wirtschaft und Technologie |
| BMWiTWidAnO 2009             | Anordnung zur Übertragung von Zuständigkeiten für den Erlass von Widerspruchsbescheiden und die Vertretung des Dienstherrn bei Klagen aus dem Beamtenverhältnis im Geschäftsbereich des Bundesministeriums für Wirtschaft und Technologie |
| BMWiTWidAnO 2010             | Anordnung zur Übertragung von Zuständigkeiten für den Erlass von Widerspruchsbescheiden und die Vertretung des Dienstherrn bei Klagen von Beschäftigten des Bundeskartellamtes in Angelegenheiten nach dem Bundesumzugskostengesetz und der Trennungsgeldverordnung |
| BMZWidAnO                    | Anordnung zur Übertragung von Zuständigkeiten für den Erlass von Widerspruchsbescheiden und die Vertretung des Dienstherrn bei Klagen in Angelegenheiten nach dem Bundesumzugskostengesetz einschließlich der hierzu ergangenen Trennungsgeldverordnung von Beschäftigten des Bundesministeriums für wirtschaftliche Zusammenarbeit und Entwicklung |
| BNDDisRZustAnO               | Anordnung zur Übertragung disziplinarrechtlicher Zuständigkeiten und Befugnisse im Bereich des Bundesnachrichtendienstes |
| BNDErnAnO 2009               | Anordnung über die Ernennung und Entlassung von Beamtinnen und Beamten beim Bundesnachrichtendienst |
| BOSAAnO                      | Verwaltungsanordnung über die Einrichtung des Bundesoberseeamts |
| BPAWidAnO                    | Anordnung zur Übertragung von Zuständigkeiten für den Erlass von Widerspruchsbescheiden und die Vertretung des Dienstherrn bei Klagen von Beschäftigten des Presse- und Informationsamtes der Bundesregierung in Angelegenheiten nach den Beihilfevorschriften |
| BPolDKlZustAnO               | Anordnung des Bundespräsidenten über den Erlass der Bestimmungen über die Dienstkleidung der Beamtinnen und Beamten der Bundespolizei |
| BPolRZustAnO                 | Anordnung über die Übertragung von Zuständigkeiten auf dem Gebiet der Rechtsverhältnisse der Polizeivollzugsbeamten des Bundes |
| BPostErnAnO                  | Anordnung über die Ernennung und Entlassung von Beamten der Deutschen Bundespost und der Bundesdruckerei |
| BPräsAmtsbezAnO 1958-07-29   | Anordnung des Bundespräsidenten über die Festsetzung von Amtsbezeichnungen |
| BPräsAmtsbezAnO 1958-10-06   | Anordnung des Bundespräsidenten über die Festsetzung von Amtsbezeichnungen |
| BPräsAmtsbezAnO 1958-10-31   | Anordnung des Bundespräsidenten über die Festsetzung von Amtsbezeichnungen |
| BPräsAmtsbezAnO 1961-06      | Anordnung des Bundespräsidenten über die Festsetzung von Amtsbezeichnungen |
| BPräsAmtsbezAnO 1961-11      | Anordnung des Bundespräsidenten über die Festsetzung von Amtsbezeichnungen |
| BPräsAmtsbezAnO 1962         | Anordnung des Bundespräsidenten über die Festsetzung von Amtsbezeichnungen |
| BPräsAmtsbezAnO 1965         | Anordnung des Bundespräsidenten über die Festsetzung von Amtsbezeichnungen |
| BPräsAmtsbezAnO 1966         | Anordnung des Bundespräsidenten über die Festsetzung einer Amtsbezeichnung |
| BPräsAmtsbezAnO 1967-06      | Anordnung des Bundespräsidenten über die Festsetzung einer Amtsbezeichnung |
| BPräsAmtsbezAnO 1967-10      | Anordnung des Bundespräsidenten über die Festsetzung einer Amtsbezeichnung |
| BPräsAmtsbezAnO 1968         | Anordnung des Bundespräsidenten über die Festsetzung von Amtsbezeichnungen |
| BPräsAmtsbezAnO 1969-07      | Anordnung des Bundespräsidenten über die Festsetzung von Amtsbezeichnungen |
| BPräsAmtsbezAnO 1969-08      | Anordnung des Bundespräsidenten über die Festsetzung einer Amtsbezeichnung |
| BPräsAmtsbezAnO 1969-12      | Anordnung des Bundespräsidenten über die Festsetzung einer Amtsbezeichnung |
| BPräsAmtsbezAnO 1970-01      | Anordnung des Bundespräsidenten über die Festsetzung einer Amtsbezeichnung |
| BPräsAmtsbezAnO 1970-02      | Anordnung des Bundespräsidenten über die Festsetzung einer Amtsbezeichnung |
| BPräsAmtsbezAnO 1970-08-05   | Anordnung des Bundespräsidenten über die Festsetzung von Amtsbezeichnungen |
| BPräsAmtsbezAnO 1970-08-31   | Anordnung des Bundespräsidenten über die Festsetzung einer Amtsbezeichnung |
| BPräsAmtsbezAnO 1970-10      | Anordnung des Bundespräsidenten über die Festsetzung von Amtsbezeichnungen |
| BPräsAmtsbezAnO 1971-02      | Anordnung des Bundespräsidenten über die Festsetzung von Amtsbezeichnungen |
| BPräsAmtsbezAnO 1971-10      | Anordnung des Bundespräsidenten über die Festsetzung einer Amtsbezeichnung |
| BPräsAmtsbezAnO 1972-02-01   | Anordnung des Bundespräsidenten über die Festsetzung einer Amtsbezeichnung |
| BPräsAmtsbezAnO 1972-02-04   | Anordnung des Bundespräsidenten über die Festsetzung einer Amtsbezeichnung |
| BPräsAmtsbezAnO 1973-08      | Anordnung des Bundespräsidenten über die Festsetzung von Amtsbezeichnungen |
| BPräsAmtsbezAnO 1973-09      | Anordnung des Bundespräsidenten über die Festsetzung einer Amtsbezeichnung |
| BPräsAmtsbezAnO 1973-11      | Anordnung des Bundespräsidenten über die Festsetzung einer Amtsbezeichnung |
| BPräsAmtsbezAnO 1974-03      | Anordnung des Bundespräsidenten über die Festsetzung einer Amtsbezeichnung |
| BPräsAmtsbezAnO 1974-12      | Anordnung des Bundespräsidenten über die Festsetzung von Amtsbezeichnungen |
| BPräsAmtsbezAnO 1977-04      | Anordnung des Bundespräsidenten über die Festsetzung einer Amtsbezeichnung |
| BPräsAmtsbezAnO 1977-06      | Anordnung des Bundespräsidenten über die Festsetzung einer Amtsbezeichnung |
| BPräsAmtsbezAnO 1977-07      | Anordnung des Bundespräsidenten über die Festsetzung einer Amtsbezeichnung |
| BPräsAmtsbezAnO 1977-08-02   | Anordnung des Bundespräsidenten über die Festsetzung von Amtsbezeichnungen |
| BPräsAmtsbezAnO 1979-03      | Anordnung des Bundespräsidenten über die Festsetzung einer Amtsbezeichnung |
| BPräsAmtsbezAnO 1980-10-22   | Anordnung des Bundespräsidenten über die Festsetzung einer Amtsbezeichnung |
| BPräsAmtsbezAnO 1982         | Anordnung des Bundespräsidenten über die Festsetzung einer Amtsbezeichnung |
| BPräsAmtsbezAnO 1982-07      | Anordnung des Bundespräsidenten über die Festsetzung einer Amtsbezeichnung |
| BPräsAmtsbezAnO 1985-01      | Anordnung des Bundespräsidenten über die Festsetzung einer Amtsbezeichnung |
| BPräsAmtsbezAnO 1986         | Anordnung des Bundespräsidenten über die Festsetzung einer Amtsbezeichnung |
| BPräsAmtsbezAnO 1987         | Anordnung des Bundespräsidenten über die Festsetzung einer Amtsbezeichnung |
| BPräsAmtsbezAnO 1987-08      | Anordnung des Bundespräsidenten über die Festsetzung einer Amtsbezeichnung |
| BPräsAmtsbezAnO 1989         | Anordnung des Bundespräsidenten über die Festsetzung einer Amtsbezeichnung |
| BPräsAmtsbezAnO 1991         | Anordnung des Bundespräsidenten über die Festsetzung einer Amtsbezeichnung |
| BPräsAmtsbezAnO 1995         | Anordnung des Bundespräsidenten über die Festsetzung einer Amtsbezeichnung |
| BPräsAmtsbezAnO 1995-09      | Anordnung des Bundespräsidenten über die Festsetzung einer Amtsbezeichnung |
| BPräsAmtsbezAnO 1996         | Anordnung des Bundespräsidenten über die Festsetzung einer Amtsbezeichnung |
| BPräsAmtsbezÜbAnO            | Anordnung des Bundespräsidenten über die Übertragung der Befugnis zur Festsetzung von Amtsbezeichnungen |
| BPräsErnAnO 2004             | Anordnung des Bundespräsidenten über die Ernennung und Entlassung der Beamtinnen, Beamten, Richterinnen und Richter des Bundes |
| BPräsFestaktAnO              | Anordnung des Staatsaktes aus Anlaß des 50. Jahrestages des Endes des Zweiten Weltkrieges |
| BPräsFlaggenAnO              | Anordnung des Bundespräsidenten über die Dienstflagge der Seestreitkräfte der Bundeswehr |
| BPräsKennzAnO                | Anordnung des Bundespräsidenten über die Kennzeichnung der Luftfahrzeuge und Kampffahrzeuge der Bundeswehr |
| BPräsKldgAmtsgehAnO          | Anordnung des Bundespräsidenten über den Erlaß von Bestimmungen für die Dienstkleidung der Amtsgehilfen |
| BPräsKldgBAG/BSGAnO          | Anordnung des Bundespräsidenten über die Amtstracht bei dem Bundesarbeitsgericht und bei dem Bundessozialgericht |
| BPräsKldgBDiGAnO             | Anordnung des Bundespräsidenten über die Amtstracht bei den Bundesdisziplinargerichten |
| BPräsKldgBGSAuslAnO          | Anordnung des Bundespräsidenten über die Dienstkleidung der bei den deutschen Auslandsvertretungen für den Geheim-, Haus- und Objektschutz eingesetzten Polizeivollzugsbeamten im BGS |
| BPräsKldgBrdSchAnO           | Anordnung des Bundespräsidenten über den Erlaß von Bestimmungen für die Dienstkleidung der Beamten des Brandschutzdienstes der Bundeswehr |
| BPräsKldgBVGAnO              | Anordnung des Bundespräsidenten über die Amtstracht bei dem Bundesverwaltungsgericht |
| BPräsKldgBWSchAnO            | Anordnung des Bundespräsidenten über den Erlaß von Bestimmungen für die Dienstkleidung der beamteten Besatzungsangehörigen auf Hilfsschiffen der Bundeswehr |
| BPräsKldgDBPAnO              | Anordnung des Bundespräsidenten über den Erlaß von Bestimmungen für die Dienstkleidung von Beamten der Deutschen Bundespost |
| BPräsKldgForstAnO 2011       | Anordnung des Bundespräsidenten über den Erlass von Bestimmungen über die Dienstkleidung der Beamtinnen und Beamten der Sparte Bundesforst der Bundesanstalt für Immobilienaufgaben |
| BPräsKldgJWAnO               | Anordnung des Bundespräsidenten über den Erlaß von Bestimmungen für die Dienstkleidung der Justizwachtmeister im Bundesdienst |
| BPräsKldgKapLwDAnO           | Anordnung des Bundespräsidenten über den Erlaß von Bestimmungen für die Dienstkleidung der beamteten Kapitäne im nautischen Dienst der landwirtschaftlichen Verwaltung des Bundes |
| BPräsKldgPatAnO              | Anordnung des Bundespräsidenten über den Erlaß von Bestimmungen für die Dienstkleidung der beamteten Patentinhaber auf Hilfsschiffen der Bundeswehr |
| BPräsKldgPfBMVgAnO           | Anordnung des Bundespräsidenten über den Erlaß von Bestimmungen für die Dienstkleidung der Beamten im Wach- und Pförtnerdienst im Geschäftsbereich des Bundesministers der Verteidigung |
| BPräsKldgTHWAnO              | Anordnung des Bundespräsidenten über die Übertragung der Befugnis zum Erlaß von Bestimmungen über die Dienstkleidung von hauptamtlichen Mitarbeitern der Bundesanstalt Technisches Hilfswerk |
| BPräsKldgVerkVwAnO           | Anordnung des Bundespräsidenten über den Erlaß von Bestimmungen für die Dienstkleidung von Beamten der Bundesverkehrsverwaltung |
| BPräsPatGerKldgAnO           | Anordnung des Bundespräsidenten über die Amtstracht bei dem Bundespatentgericht |
| BPräsSoldErnAnO              | Anordnung des Bundespräsidenten über die Ernennung und Entlassung der Soldaten |
| BPräsUnifAnO                 | Anordnung des Bundespräsidenten über die Dienstgradbezeichnungen und die Uniform der Soldaten |
| BPräsWehrDGerKldgAnO         | Anordnung des Bundespräsidenten über die Amtstracht bei den Wehrdienstgerichten |
| BRPräsAmtsbezAnO             | Anordnung des Präsidenten des Bundesrates über die Festsetzung einer Amtsbezeichnung |
| BRSekrZustAnO                | Anordnung zur Übertragung von Zuständigkeiten im Widerspruchsverfahren und über die Vertretung von Klagen aus dem Beamtenverhältnis für die Beamtinnen und Beamten des Sekretariats des Bundesrates in Angelegenheiten der Besoldung, des Trennungsgelds, der Umzugskostenvergütung und der Beihilfe |
| BSGWidAnO                    | Anordnung zur Übertragung von Zuständigkeiten für den Erlass von Widerspruchsbescheiden und die Vertretung des Dienstherrn bei Klagen von Beschäftigten des Bundessozialgerichts, des Bundesversicherungsamtes und des Robert Koch-Instituts in Angelegenheiten nach den Beihilfevorschriften des Bundes |
| BSGWidVertrAnO               | Anordnung zur Übertragung von Zuständigkeiten für den Erlass von Widerspruchsbescheiden und die Vertretung bei Klagen von Beschäftigten des Bundessozialgerichts aus dem Beamten- oder Richterverhältnis |
| BStrMautErhebV               | Verordnung zur Anordnung des Beginns der Mauterhebung auf Abschnitten von Bundesstraßen |
| BTBeihZustAnO                | Anordnung der Verwaltung des Deutschen Bundestages über die Übertragung von Zuständigkeiten im Widerspruchsverfahren und über die Vertretung bei Klagen aus dem Beamtenverhältnis in Angelegenheiten der Beihilfe |
| BTPräsAmtsbezAnO             | Anordnung des Präsidenten des Deutschen Bundestages über die Festsetzung einer Amtsbezeichnung |
| BUKDiszAnO                   | Anordnung über die Übertragung von Befugnissen auf dem Gebiet des Disziplinarrechts im Bereich der Unfallkasse des Bundes |
| BVABesZustAnO                | Anordnung zur Übertragung von Zuständigkeiten für den Erlass von Widerspruchsbescheiden und die Vertretung des Dienstherrn bei Klagen von Beschäftigten des Bundesversicherungsamtes sowie bei Klagen des Dienstherrn in besoldungsrechtlichen Angelegenheiten |
| BVAPrZustAnO                 | Anordnung zur Übertragung von Zuständigkeiten für den Erlass von Widerspruchsbescheiden und die Vertretung des Dienstherrn bei Klagen von Regierungsinspektoranwärterinnen und -anwärtern des Bundesversicherungsamts in Prüfungsangelegenheiten |
| BVARKAnO                     | Allgemeine Anordnung über die Zuständigkeit des Bundesversicherungsamtes auf dem Gebiete des Reisekostenrechts |
| BVAÜWidVertrAnO              | Anordnung zur Übertragung von Zuständigkeiten für den Erlass von Widerspruchsbescheiden und die Vertretung bei Klagen von Beschäftigten des Bundesverwaltungsgerichts und Bundespatentgerichts in Angelegenheiten der Besoldung, des Umzugskosten- und Trennungsgeldrechts sowie von Beschäftigten des Bundesfinanzhofs in Angelegenheiten des Umzugskostenrechts |
| BVAZustAnO                   | Anordnung zur Übertragung von Zuständigkeiten für den Erlass von Widerspruchsbescheiden und die Vertretung des Dienstherrn bei Klagen von Beschäftigten des Bundesversicherungsamtes in Angelegenheiten nach dem Bundesreisekostengesetz, dem Bundesumzugskostengesetz einschließlich der hierzu ergangenen Trennungsgeldverordnung |
| BVertrBMBAnO                 | Anordnung über die Vertretung des Bundes im Geschäftsbereich des Bundesministers für innerdeutsche Beziehungen |
| BVetrDBAnO 1985              | Allgemeine Anordnung über die Vertretung bei Klagen aus dem Beamtenverhältnis im Bereich der Deutschen Bundesbahn |
| BVwAAufgUAnO 1968            | Anordnung über die Übertragung von Aufgaben auf das Bundesverwaltungsamt |
| BVwAAufgÜAnO 1969            | Anordnung über die Übertragung von Aufgaben auf das Bundesverwaltungsamt |
| BVwAAufgÜAnO 1992            | Anordnung betreffend die Übertragung von Aufgaben auf das Bundesverwaltungsamt |
| BVwADisRZustAnO              | Anordnung über die Übertragung von Zuständigkeiten auf dem Gebiet des Disziplinarrechts auf das Bundesverwaltungsamt |
| BVwAKDVerwAnO                | Anordnung über die Wahrnehmung von Aufgaben durch das Bundesamt bei der Ermittlung anerkannter Kriegsdienstverweigerer, die sich der Zivildienstüberwachung entziehen |
| BVwASozHZustAnO              | Anordnung über die Wahrnehmung von Zuständigkeiten auf dem Gebiet der Sozialhilfe durch das Bundesverwaltungsamt |
| BVwAÜbZustAnO                | Anordnung über die Wahrnehmung von Aufgaben durch das Bundesverwaltungsamt bei der Übernahme von Deutschen und Volksdeutschen in das Bundesgebiet |
| BVwAWehrpflAnO               | Anordnung über die Wahrnehmung von Aufgaben durch das Bundesverwaltungsamt bei der Ermittlung von Wehrpflichtigen, die sich der Erfassung entziehen |
| BVwAZustG131AnO              | Anordnung über die Übertragung von Zuständigkeiten auf dem Gebiet des Rechts nach G131 auf das Bundesverwaltungsamt |
| BwFahnAnO                    | Anordnung über die Stiftung der Truppenfahnen für die Bundeswehr |
| BZgAZustAnO                  | Anordnung zur Übertragung von Zuständigkeiten für den Erlass von Widerspruchsbescheiden und die Vertretung des Dienstherrn bei Klagen von Beschäftigten der Bundeszentrale für gesundheitliche Aufklärung in Angelegenheiten nach dem Bundesreisekostengesetz und dem Bundesumzugskostengesetz einschließlich der hierzu ergangenen Trennungsgeldverordnung |

| D                              | |
| DBBeamtRAnO 1976               | Allgemeine Anordnung über die Übertragung von Befugnissen und die Regelung von Zuständigkeiten auf dem Gebiet des Beamtenrechts im Bereich der Deutschen Bundesbahn |
| DBiblBDODAnO                   | Anordnung zur Durchführung der Bundesdisziplinarordnung für die Deutsche Bibliothek |
| DBPBeamtRAnO 1985              | Anordnung über die Übertragung von Befugnissen auf dem Gebiete des Beamtenrechts im Bereich der Deutschen Bundespost und der Bundesdruckerei |
| DBPDirBeamtRAnO                | Anordnung über die Übertragung von Befugnissen auf dem Gebiete des Beamtenrechts im Geschäftsbereich des Direktoriums der Deutschen Bundespost |
| DBPDirErnAnO                   | Anordnung über die Ernennung und Entlassung von Beamten und Beamtinnen im Bereich des Direktoriums der Deutschen Bundespost |
| DBPDirWid/BVtrAnO              | Anordnung zur Übertragung von Zuständigkeiten für den Erlass von Widerspruchsbescheiden und die Vertretung des Dienstherrn bei Klagen aus dem Beamtenverhältnis im Geschäftsbereich des Direktoriums der Deutschen Bundespost |
| DBPJubAnO                      | Anordnung über die Übertragung der Befugnis zu Entscheidungen über Jubiläumszuwendungen an Beamte der Deutschen Bundespost |
| DelegationsAnO BEV             | Anordnung des Präsidenten des Bundeseisenbahnvermögens über die Ernennung und Entlassung von Beamtinnen und Beamten, über die Übertragung von Befugnissen, die Regelung von Zuständigkeiten im Widerspruchsverfahren und die Vertretung bei Klagen aus dem Beamtenverhältnis im Geschäftsbereich des Bundeseisenbahnvermögens                                                    |
| DeutschePostAGDiszAnO 1995-11  | Anordnung zur Übertragung disziplinarrechtlicher Befugnisse im Bereich der Deutschen Post AG |
| DeutschePostbankAGZustAnO 2006 | Anordnung zur Übertragung dienstrechtlicher Zuständigkeiten für den Bereich der Deutschen Postbank AG |
| DIMDIZustAnO                   | Anordnung zur Übertragung von Zuständigkeiten für den Erlass von Widerspruchsbescheiden und die Vertretung des Dienstherrn bei Klagen von Beschäftigten des Deutschen Instituts für Medizinische Dokumentation und Information in Angelegenheiten nach dem Bundesreisekostengesetz und dem Bundesumzugskostengesetz einschließlich der hierzu ergangenen Trennungsgeldverordnung |
| DJStiftAnO                     | Anordnung über die Errichtung der „Stiftung Demokratische Jugend“ |
| DJStiftSa                      | Satzung der „Stiftung Demokratische Jugend“ (Anlage zur Anordnung über die Errichtung der „Stiftung Demokratische Jugend“) |
| DPAErnAnO                      | Anordnung über die Ernennung und Entlassung von Beamten im Deutschen Patent- und Markenamt |
| DPAGBefugAnO                   | Anordnung zur Übertragung dienstrechtlicher Befugnisse im Bereich der Deutschen Post AG |
| DPAGÜbertrAnO                  | Anordnung zur Übertragung beamtenrechtlicher Befugnisse und Zuständigkeiten im Bereich der Deutschen Post AG |
| DPMADPostA15AnO                | Anordnung über die Übertragung von Dienstposten der Wertigkeit A 15 mit Amtszulage im Bereich der Hauptabteilung 1/I (Patente I) und Hauptabteilung 1/II (Patente II) beim Deutschen Patent- und Markenamt |
| DPMAhnwDAnO                    | Anordnung über die Einstellung von Beamtinnen und Beamten in den höheren naturwissenschaftlichen Dienst beim Deutschen Patent- und Markenamt |
| DPMAhtDAnO                     | Anordnung über die Einstellung von Beamtinnen und Beamten in den höheren technischen Dienst beim Deutschen Patent- und Markenamt |
| DPMAWidVertrAnO                | Anordnung zur Übertragung von Zuständigkeiten für den Erlass von Widerspruchsbescheiden und die Vertretung des Dienstherrn bei Klagen von Beamtinnen und Beamten des Deutschen Patent- und Markenamts in Angelegenheiten des Reisekostenrechts |
| DTAGBefugAnO                   | Anordnung zur Übertragung dienstrechtlicher Befugnisse im Bereich der Deutschen Telekom AG |
| DTAGÜbertrAnO                  | Anordnung zur Übertragung beamtenrechtlicher Befugnisse und Zuständigkeiten im Bereich der Deutschen Telekom AG |

| E              | |
| EinlBehPostAnO | Anordnung zur Bestimmung der Einleitungsbehörden bei der Bundesanstalt für Post und Telekommunikation Deutsche Bundespost, der Unfallkasse Post und Telekom sowie der Museumsstiftung Post und Telekommunikation |

| F             | |
| FEhrPensAnO   | Anordnung über Ehrenpensionen für Kämpfer gegen den Faschismus und für Verfolgte des Faschismus sowie für deren Hinterbliebene |
| FeuAO         | Anordnung über Feuerungsanlagen, Anlagen zur Verteilung von Wärme und zur Warmwasserversorgung sowie Brennstofflagerung        |
| FlaggAnO 1996 | Anordnung über die deutschen Flaggen                                                                                           |

| G                  | |
| GarBBAnO           | Anordnung über den Bau und Betrieb von Garagen                                                                   |
| GeldWNOBauspAnO    | Anordnung über die Bausparverhältnisse aus Anlaß der Neuordnung des Geldwesens                                   |
| GeldWNOBauSparkAnO | Anordnung über die Bausparkassen mit Sitz außerhalb des Währungsgebietes aus Anlaß der Neuordnung des Geldwesens |
| GenBkBEAnO         | Anordnung über das Statut der Genossenschaftsbank Berlin                                                         |
| GnO                | Anordnung des Bundespräsidenten über die Ausübung des Begnadigungsrechts des Bundes                              |

| H          |                                      |
| HaldeRlAnO | Anordnung über Halden und Restlöcher |

| J                     | |
| JubVAAnO 1963-11      | Ausführungsanordnung zur Verordnung über die Gewährung von Jubiläumszuwendungen an Beamte und Richter des Bundes                          |
| JubVAAnO1963-11ÄndAnO | Anordnung zur Änderung der Ausführungsordnung zur Verordnung über die Gewährung von Jubiläumszuwendungen an Beamte und Richter des Bundes |
| JubVAnO               | Ausführungsanordnung zur Verordnung über die Gewährung von Jubiläumszuwendungen an Beamte und Richter des Bundes                          |

| K                  | |
| KAEAnO             | Anordnung über die Zulässigkeit von Konzessionsabgaben der Unternehmen und Betriebe zur Versorgung mit Elektrizität, Gas und Wasser an Gemeinden und Gemeindeverbände |
| KfzVersBehStatAnO  | Anordnung über die statistische Erfassung der Tarifgruppe B (Behörden) in der Kraftfahrtversicherung                                                                  |
| KfzVersNATOStatAnO | Anordnung über die statistische Erfassung des Kraftfahrtversicherungsgeschäfts mit NATO-Truppenangehörigen                                                            |

| M               | |
| MSPTBeihilfeAnO | Anordnung zur Übertragung der Entscheidung über Widersprüche in Beihilfeangelegenheiten und zur Vertretung des Dienstherrn bei Klagen in Beihilfeangelegenheiten bei der Museumsstiftung Post und Telekommunikation |
| MVSchPAnO       | Schiffahrtspolizeiliche Anordnung über die Ergänzung von Schiffahrtszeichen auf den Seeschiffahrtsstraßen im Bereich des Landes Mecklenburg-Vorpommern                                                              |

| N        |                                                                                           |
| NSUnrAnO | Rechtsanordnung zur Beseitigung nationalsozialistischen Unrechts in der Strafrechtspflege |

| O              | |
| OrdenErsUrkAnO | Anordnung über die Ausstellung von Ersatzurkunden nach § 9 des Gesetzes über Titel, Orden und Ehrenzeichen für Berechtigte im Ausland |

| P                     | |
| POSTDIENSTBeihAZAnO   | Anordnung zur Übertragung von Zuständigkeiten für den Erlass von Widerspruchsbescheiden und die Vertretung des Dienstherrn bei Klagen aus dem Beamtenverhältnis in Beihilfeangelegenheiten im Geschäftsbereich des Direktoriums der Deutschen Bundespost |
| POSTDIENSTBRAnO       | Anordnung über die Übertragung von Befugnissen auf dem Gebiete des Beamtenrechts im Bereich der Deutschen Bundespost POSTDIENST |
| POSTDIENSTErnAnO 1991 | Anordnung über die Ernennung und Entlassung von Beamten im Bereich der Deutschen Bundespost POSTDIENST |
| PrKultbBDOAnO         | Anordnung zur Durchführung der Bundesdisziplinarordnung für die Stiftung Preußischer Kulturbesitz |
| PTStiftErnAnO         | Anordnung zur Übertragung des Rechtes zur Ernennung und Entlassung der Beamten der Museumsstiftung Post und Telekommunikation |
| PVAufhAnO             | Anordnung über die Aufhebung von Rechtsvorschriften auf dem Gebiet der freiwilligen Personenversicherungen der Bürger |

| R              | |
| RKIZustAnO     | Anordnung zur Übertragung von Zuständigkeiten für den Erlass von Widerspruchsbescheiden und die Vertretung des Dienstherrn bei Klagen von Beschäftigten des Robert Koch-Instituts in Angelegenheiten nach dem Bundesreisekostengesetz und dem Bundesumzugskostengesetz einschließlich der hierzu ergangenen Trennungsgeldverordnung |
| RVBundDiszRAnO | Anordnung über die Übertragung von Befugnissen auf dem Gebiet des Disziplinarrechts im Bereich der Deutschen Rentenversicherung Bund |

| S               | |
| SGZDVertrAnO    | Allgemeine Anordnung über die Vertretung der Bundesrepublik Deutschland vor den Gerichten der Sozialgerichtsbarkeit im Bereich des Zivildienstes   |
| SHVAufhAnO      | Anordnung über die Aufhebung von Rechtsvorschriften auf dem Gebiet der freiwilligen Sach- und Haftpflichtversicherungen der Bürger                 |
| SoldErnAnO 2015 | Anordnung über die Ernennung und Entlassung von Soldatinnen und Soldaten und die Ernennung von Reservistinnen und Reservisten                      |
| StaatsbegrAnO   | Anordnung über Staatsbegräbnisse und Staatsakte |
| StrlSAblAnO     | Anordnung zur Gewährleistung des Strahlenschutzes bei Halden und industriellen Absetzanlagen und bei der Verwendung darin abgelagerter Materialien |

| T                   | |
| TELEKOMBeihAZAnO    | Anordnung zur Übertragung von Zuständigkeiten für den Erlass von Widerspruchsbescheiden und die Vertretung des Dienstherrn bei Klagen aus dem Beamtenverhältnis in Beihilfeangelegenheiten |
| TELEKOMBRAnO        | Anordnung über die Übertragung von Befugnissen auf dem Gebiete des Beamtenrechts im Geschäftsbereich der Deutschen Bundespost TELEKOM                                                      |
| TELEKOMBRAnOErgAnO  | Anordnung zur Ergänzung der Anordnung über die Übertragung von Befugnissen auf dem Gebiete des Beamtenrechts im Geschäftsbereich der Deutschen Bundespost Telekom                          |
| TELEKOMErnAnO       | Anordnung über die Ernennung und Entlassung von Beamten und Beamtinnen im Bereich der Deutschen Bundespost TELEKOM                                                                         |
| TELEKOMErnAnOErgAnO | Anordnung zur Ergänzung der Anordnung über die Ernennung und Entlassung von Beamten und Beamtinnen im Bereich der Deutschen Bundespost Telekom                                             |

| U                  | |
| UVBundBahnDiszRAnO | Anordnung über die Übertragung von Befugnissen auf dem Gebiet des Disziplinarrechts im Bereich der Unfallversicherung Bund und Bahn |

| V                | |
| VertrBMinFSFJAnO | Anordnung über die Vertretung des Bundes bei Klagen aus dem Beamtenverhältnis im Geschäftsbereich des Bundesministeriums für Familie, Senioren, Frauen und Jugend |
| VerwAnO          | Anordnung über die Verwahrung unterirdischer bergbaulicher Anlagen                                                                                                |

| Z              | |
| ZollDKlZustAnO | Anordnung des Bundespräsidenten über den Erlass von Bestimmungen für die Dienstkleidung von Beamtinnen und Beamten der Zollverwaltung |
| ZOVers-BMPT    | Anordnung über die Übertragung von Zuständigkeiten auf dem Gebiet der beamtenrechtlichen Versorgung im Geschäftsbereich des Bundesministeriums für Post und Telekommunikation                                                                               |
| ZOVersDTAG     | Anordnung über die Übertragung von Zuständigkeiten auf dem Gebiet der beamtenrechtlichen Versorgung im Geschäftsbereich der Deutschen Telekom AG |
| ZustAO Beih    | Anordnung über die Übertragung von Zuständigkeiten auf dem Gebiet der Festsetzung von Beihilfen sowie für den Erlass von Widerspruchsbescheiden und die Vertretung des Dienstherrn bei Klagen aus dem Beamtenverhältnis für Versorgungsempfänger des Bundes |